# Jānis Pujats
Jānis Pujats, né le 14 novembre 1930 à Nautrani en Lettonie, est un cardinal letton, archevêque émérite de Riga depuis 2010.

## Biographie

### Prêtre
Jānis Pujats est ordonné prêtre le 29 mars 1951 par Antonijs Springovičs pour l'archidiocèse de Riga.
Il s'investit dans divers ministères paroissiaux tout en enseignant l'histoire et la liturgie aux séminaristes de son diocèse. 
Lors de la réforme liturgique menée par le pape Paul VI à la suite des orientations du concile Vatican II, il a conduit la publication des nouveaux livres liturgiques en Lettonie.
En 1979, il est nommé à des fonctions au niveau diocésain comme vicaire général, mais il doit les abandonner sous la pression du KGB en 1984 et retourne alors en paroisse.

### Évêque
Nommé archevêque de Riga, en la capitale de la Lettonie, le 8 mai 1991, il est consacré le 1er juin suivant par le cardinal Francesco Colasuonno.
Il a présidé la Conférence des évêques lettons.
Il se retire le 19 juin 2010 à quelques mois de son quatre-vingtième anniversaire.

### Cardinal
Il est créé cardinal in pectore par Jean-Paul II le 21 février 1998. Son nom a été révélé lors du consistoire suivant, le 21 février 2001. Il porte alors le titre de cardinal-prêtre de Santa Silvia.
Il participe au conclave de 2005 qui voit l'élection de Benoît XVI.
Il atteint les quatre-vingts ans le 14 novembre 2010, ce qui l'empêche de prendre part aux votes des conclaves de 2013 (élection de François) et de 2025 (élection de Léon XIV).